# Bent Thalmay
Bent Thalmay (* 21. April 1935 in Kopenhagen; † 12. Dezember 1987 in Hillerød) war ein dänischer Schauspieler und Hörspielsprecher.

## Leben
Bent Thalmay wuchs als Sohn des Augenoptiker Jacob Thalmay (21. Januar 1904–9. März 1945) in Kopenhagen auf. 
Nach seiner Schauspielausbildung debütierte er 1957 am Det Ny-Theater. Er trat danach in zahlreichen Theaterstücken und Kabarett-Programmen in verschiedenen Theatern in Dänemark auf. Als Schauspieler vor der Kamera wirkte er von 1956 bis 1980 in über 20 Film-und-Fernsehproduktionen mit, darunter 1966 in Slap af, Frede! und 1972 in Die Olsenbande und ihr großer Coup  Zudem veröffentlichte er 1959 als Sänger eine Schallplatte und sprach mehrere Hörbücher und Hörspiele ein.
Bent Thalmay war verheiratet und hatte zwei Kinder. Er starb am 12. Dezember 1987 im Alter von 52 Jahren in Hillerød. Seine Grabstätte befindet sich auf dem Mosaik-Friedhof in Kopenhagen.